# 다이리런
대립인(戴立忍, 대입인, 다이리런, 1966년 7월 27일 ~ )은 중화민국 타이완의 방송인이며, 영화배우이며, 영화감독이며, 무대극본가이다. 또한 타이완의 작가이기도 하다. 타이완에서의 닉네임은 '큰 보물'이란 뜻의 '따바오'(大寶)이다. 원적지는 중화인민공화국 산둥성 지난이다. 2009년 그가 시나리오와 감독을 한 《너 없인 살 수 없어》(불능몰유니)로 금마장에서 작품상과 감독상, 각본상 등 3관왕을 차지했다.

## 영화 출연작
- 《심동》(1998년)
- 《하나 그리고 둘》(1999년)
- 《운전수의 사랑》(2000년)
- 《더블 비전》(2001년)
- 《컨트롤》(2013년)
- 《대명겁: 천하대전》(2013년)
- 《주·사》(2013년)
- 《실혼》(2013년)

## 감독 작품
- 《台北晩九朝五》(2002년)
- 《너 없인 살 수 없어》(2009년)

## 수상기록
- 2009년 《너 없인 살 수 없어》로 46회 금마장 감독상, 각본상 수상
- 2002년 단편 《两个夏天》로 금마장 단편영화상 수상